# Puente Gobernador José Manuel de la Sota
El puente Gobernador José Manuel de la Sota es una obra vial para intercalar una traza de autopista y una ruta provincial, en la provincia de Córdoba, Argentina.

## Consideraciones Generales
El proyecto corresponde al tramo de la Variante Costa Azul ubicado entre el distribuidor de la Autopista Córdoba - Carlos Paz y la Comuna San Roque, situado en el Departamento Punilla de la provincia de Córdoba.
El proyecto comprende una longitud total de 6700 m de autovía y 1120 metros de conexión entre la autovía y la traza de la ruta Provincial E-55 existente. Los 6700 metros se desarrollan en una zona con características topográficas de tipo ondulado fuerte y montañoso con un uso de suelo rural y suburbano. La conexión entre la ruta provincial E-55 y la traza de la autovía penetra en un uso de suelo urbano donde la topografía es ondulada.
El proyecto se divide en tres sub-tramos, con las siguientes características: 
- Tramo I: comprende una longitud de 4280 m de duplicación de calzada, desde el intercambiador de la autopista Córdoba-Carlos Paz (RN N.º 20) hasta la progresiva 4+280 ubicada en el intercambiador RP A-73 (Camino de las 100 Curvas). A su vez este se subdivide en dos, Sub-tramo I-A, comprendido entre el distribuidor de la Ruta Nacional N.º 20 hasta la progresiva 0+610; y el Tramo I-B desde la progresiva 0+610 hasta la progresiva 4+280.

- Tramo II: desde el intercambiador RP E-73 (Camino de las 100 Curvas), progresiva 4+280, hasta la progresiva 6+700 comprende Obra Nueva, incluido el puente en arco sobre Dique San Roque de 325 metros de longitud. Se prevé la modificación y completamiento del intercambiador existente del RP E-73, por un distribuidor tipo “Pesa” (diamante con rotondas sobre la Ruta Provincial A73) denominado Distribuidor RP A-73. Los radios de las rotondas son de 18.00 metros y se prevé el ensanche del puente existente sobre la autovía. Se proyectan dos estacionamientos en la progresiva 5+280 aproximadamente, uno de cada lado de la calzada. En la progresiva 6+450 comienza la transición de autovía (dos calzadas de 7.30 metros separadas por New Jersey) a una calzada bidireccional de 7,3 m de la conexión provisoria con la Ruta Provincial E-55.

- Tramo III: corresponde a la conexión provisoria entre la autovía y la traza existente de la Ruta Provincial E-55. El tramo tiene una longitud de 1120 metros incluyendo la intersección a nivel en “T” con movimientos canalizados. Este sub-tramo incluye el paso a nivel sobre las vías férreas ubicadas al este y paralelas a la RP E-55

## Viaducto y puente en arco sobre el lago San Roque

### Descripción general

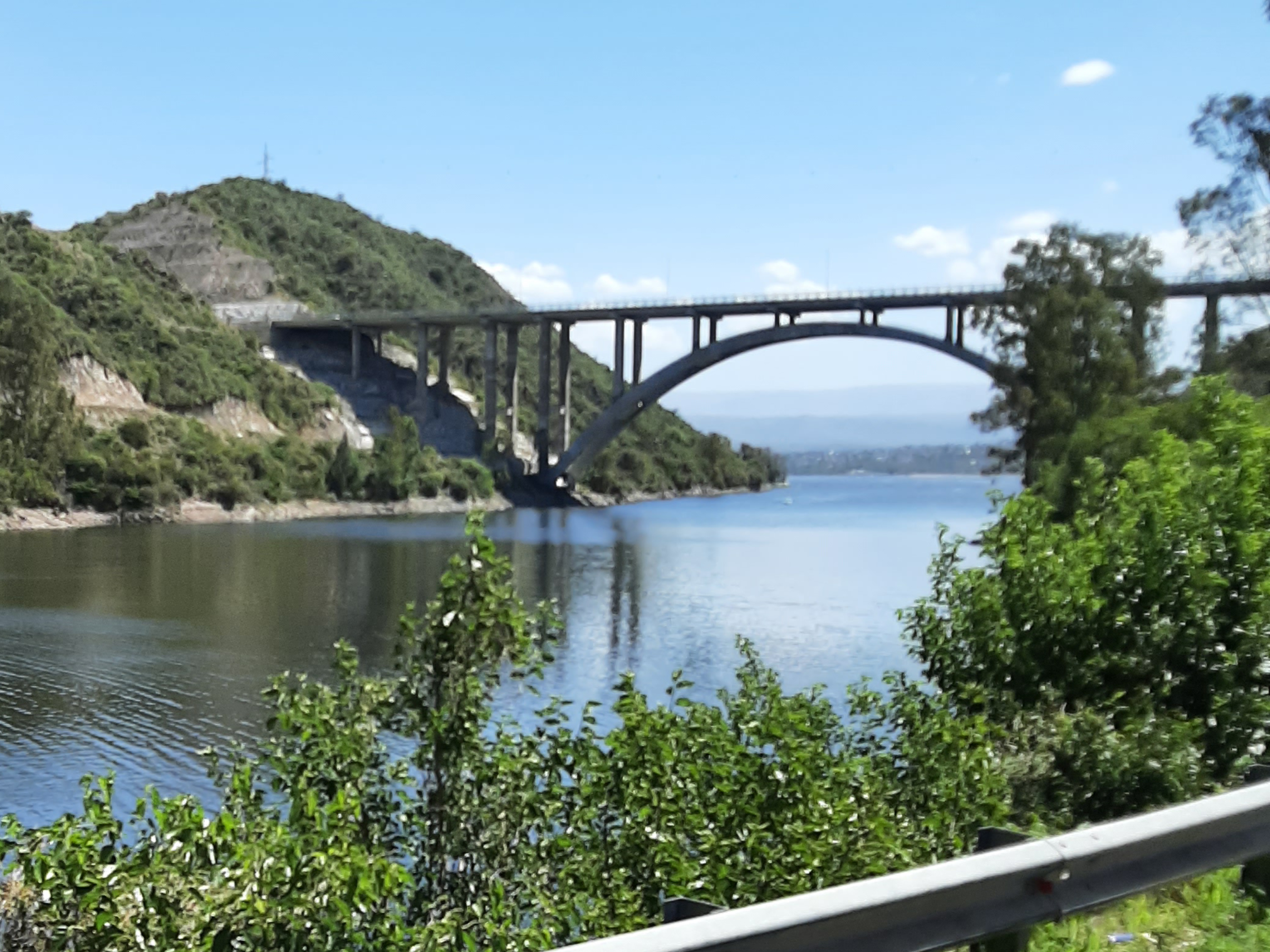
Vista panorámica desde Ruta Provincial E-55.

Con una longitud de 325 m total se desarrollan los viaductos norte y sur y el puente central en arco sobre el lago San Roque. La planta del puente es recta de estribo a estribo tal como indica el proyecto vial.
El proyecto elaborado se conforma con un tramo central en forma de arco en los 140 m del cruce del lago, un viaducto al sur de 80 metros con un tramo de 25 metros, dos tramos de 20 metros de luz y el restante de 15 m, y el viaducto norte de 102 metros totales con dos tramos de 15 metros, dos tramos de 25 metros y uno de 22 m .
El distanciamiento entre pilas apeadas en el arco es de 20 m . La estructura en arco es doble, con sección transversal de 2,5 x 2,75 m cada uno. Los arcos son huecos, con separación entre ellos de 14,2 m y los mismos están unidos por vigas traviesas de sección 1,5 x 2 m cada 20 m en planta. Las pilas son dobles también de sección 2 x 2,5 m huecas salvo la 1 que es de 1 x 2,5 m y las pilas más altas se vinculan con traviesas de sección 1,5 x 2 m.
El espaciamiento entre pilas surge de los condicionamientos del lado norte por la presencia de la ruta E55 y el ferrocarril del Tren de Las Sierras. El vano de 15 m del lado sur se adopta por una cuestión estética de simetría dados los condicionantes del lado norte.
El arco se ha previsto despegado del tablero por cuestiones estéticas y constructivas. Su directriz es de arcos de círculo de radio variable en cada tramo, según acotado en planos.
Los planos reflejan entonces el proyecto vial, los condicionantes para la ubicación de las pilas, la factibilidad de ejecución con mínimos costos y los aspectos estéticos.
El ancho de 25,81 m permite habilitar en una primera instancia dos calzadas en cada sentido con banquinas y dos veredas peatonales. En el futuro podrán habilitarse tres calzadas en cada sentido de circulación. Tendrá una pendiente transversal del 2% a dos aguas para evacuar las aguas de lluvia para lo que se disponen desagües cada tres metros en ambos laterales. 
Se prevén veredas sobreelevadas con cañeros para cableado de iluminación y otras conducciones a futuro. Se prevé una protección peatonal metálica exterior de dos metros de altura. Se prevén defensas tipo barrera New Jersey centrales de 0.8 m de altura para dividir los sentidos de circulación y laterales de 1 m para la defensa peatonal.

### Sistema constructivo

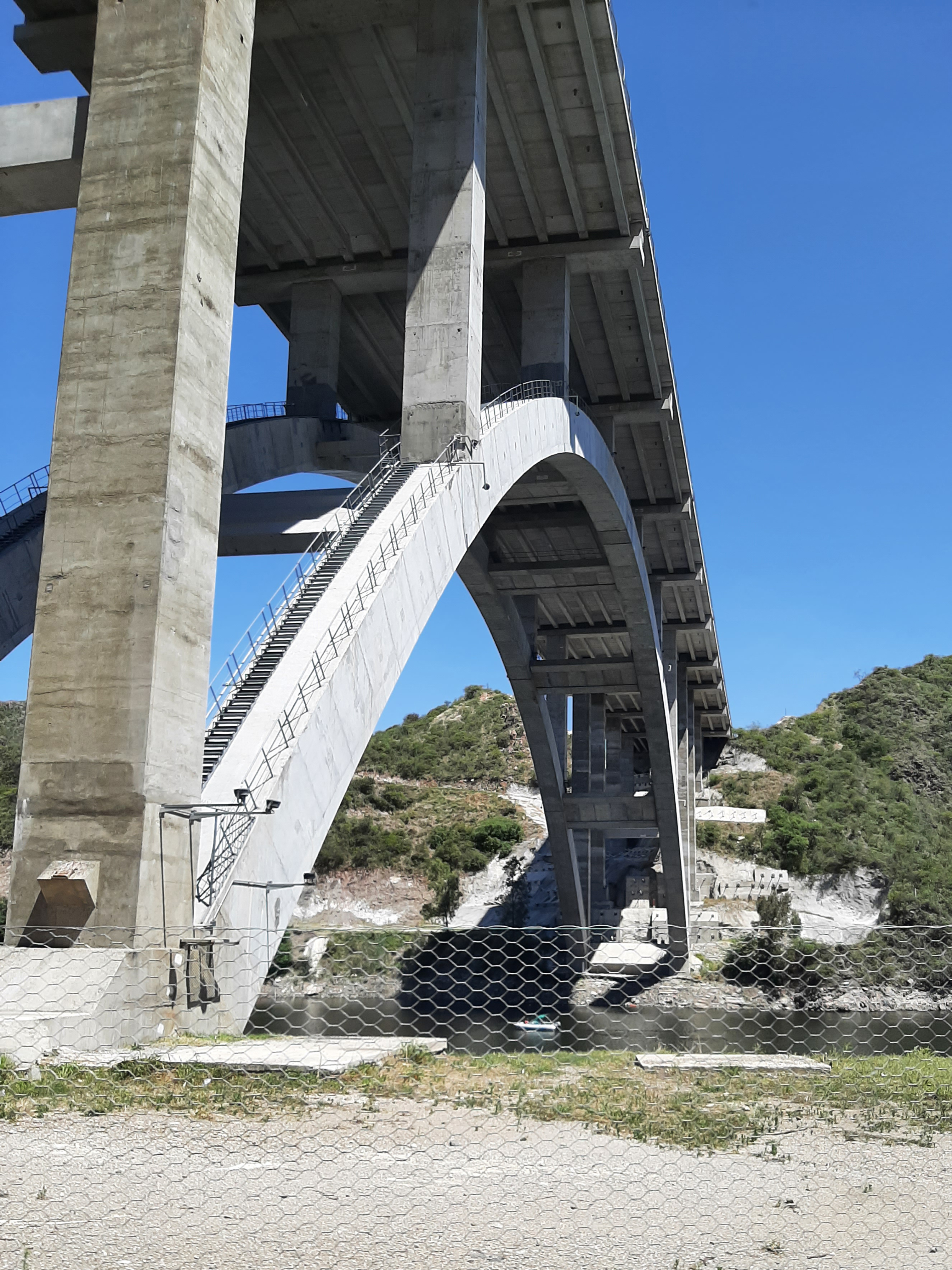
Vista desde abajo del arco.

El sistema constructivo planteado para los viaductos sobre las laderas Sur y Norte, se plantea con pilas fundadas sobre zapatas apoyadas sobre la roca y con anclajes de consolidación de longitud promedio de 30 metros de profundidad y de potencia entre 80 tn y 120 tn por anclaje.
Para la construcción de las pilas se utilizará un sistema de encofrados deslizantes que permitirá disminuir los tiempos de ejecución, para las vigas de bancada se emplearán vigas prefabricadas que servirán de encofrado perdido.
Se prevé la construcción del arco a partir de sus basamentos extremos, suspendiendo 124 dovelas huecas prefabricadas de hormigón armado de 2,50 x 2,50 x 2,90, de aproximadamente 15 tn de peso cada una, desde las pilas ubicadas en los extremos del arco o desde pilares provisorios más elevados, mediante la utilización de dos tensores a cada dovela de diámetro 38 mm y de tensores a tierra de diámetro 57 mm, que equilibran los primeros, se emplearan 5100 metros lineales de diámetro 38 mm y 3000 metros lineales de diámetro 57 mm. Una vez cerrados los dos arcos, se procede al desmontaje del sistema de sustentación provisorio y al completamiento de los hormigones de dovelas, macizados de arranque de pilas intermedias sobre el arco y ejecución de pilas sobre arco.
La construcción del arco y de los viaductos de acceso Sur y Norte se realizará en forma simultánea, para lo cual se montaron dos grúas torre de 65 tn de capacidad máxima de carga, de 70 metros de altura y de 80 metros de distancia operativa.
Las vigas longitudinales se prevén prefabricadas (pretensadas) y montadas con las grúas torre que operan desde el terreno, completando el tablero con prelosas montadas entre vigas longitudinales y hormigón “in situ” para completar la estructura del tablero.

## Reconocimiento
La Asociación Argentina de Carreteras otorgó en octubre de 2019 al Gobierno de la Provincia de Córdoba el Premio a la Innovación Tecnológica por la construcción del “Puente José Manuel de la Sota”,